# وينديل غاريت
وينديل غاريت (بالإنجليزية: Wendell Garrett)‏ هو مؤرخ أمريكي، ولد في 9 أكتوبر 1929، وتوفي في 14 نوفمبر 2012.